# The Vampire Armand
The Vampire Armand (no Brasil: O Vampiro Armand) é uma obra de ficção escrita pela romancista estadunidense Anne Rice. É o sexto volume da série de livros As Crônicas Vampirescas. O livro conta a história de origem do personagem ficcional Armand, vampiro recorrente na série.
Foi publicado pela primeira vez nos Estados Unidos em 10 de outubro de 1998, e no Brasil em 1 de setembro de 2000 pela editora Rocco, que detém os direitos para a língua portuguesa.